# Lista över Preussens krigsministrar

## Preussens krigsministrar
| Namn                               | Från             | Till             |
| ---------------------------------- | ---------------- | ---------------- |
| Gerhard von Scharnhorst            | 1 mars 1808      | 17 juni 1810     |
| Karl Georg Albrecht Ernst von Hake | 17 juni 1810     | augusti 1813     |
| Hermann von Boyen                  | augusti 1813     | november 1819    |
| Karl Georg Albrecht Ernst von Hake | november 1819    | oktober 1833     |
| Job von Witzleben                  | oktober 1833     | 1837             |
| Gustav von Rauch                   | 30 juni 1837     | 28 februari 1841 |
| Hermann von Boyen                  | 1 mars 1841      | 6 oktober 1847   |
| Ferdinand von Rohr                 | 6 oktober 1847   | 2 april 1848     |
| Karl von Reyher                    | 2 april 1848     | 26 april 1848    |
| August Wilhelm von Kanitz          | 26 april 1848    | 16 juni 1848     |
| Ludwig Roth von Shreckenstein      | 16 juni 1848     | 7 september 1848 |
| Ernst von Pfuel                    | 7 september 1848 | 2 november 1848  |
| Karl von Strotha                   | 2 november 1848  | 27 februari 1850 |
| August von Stockhausen             | 27 februari 1850 | 31 december 1851 |
| Eduard von Bonin                   | 31 december 1851 | 1854             |
| Friedrich von Waldersee            | 1854             | 6 november 1858  |
| Eduard von Bonin                   | 6 november 1858  | 28 november 1859 |
| Albrecht von Roon                  | 5 december 1859  | 9 november 1873  |
| Georg von Kameke                   | 9 november 1873  | 3 mars 1883      |
| Paul Bronsart von Schellendorf     | 3 mars 1883      | 8 april 1889     |
| Julius von Verdy du Vernois        | 8 april 1889     | 4 oktober 1890   |
| Hans von Kaltenborn-Stachau        | 4 oktober 1890   | 19 oktober 1893  |
| Walther Bronsart von Schellendorff | 19 oktober 1893  | 14 augusti 1896  |
| Heinrich von Gossler               | 14 augusti 1896  | 15 augusti 1903  |
| Karl von Einem                     | 15 augusti 1903  | 11 augusti 1909  |
| Josias von Heeringen               | 11 augusti 1909  | 7 juni 1913      |
| Erich von Falkenhayn               | 7 juni 1913      | 21 januari 1915  |
| Adolf Wild von Hohenborn           | 21 januari 1915  | 29 oktober 1916  |
| Hermann von Stein                  | 29 oktober 1916  | 9 oktober 1918   |
| Heinrich Scheuch                   | 9 oktober 1918   | 9 november 1918  |
| Walther Reinhardt                  | 9 november 1918  | 13 februari 1919 |